# Deutscher Sandlaufkäfer

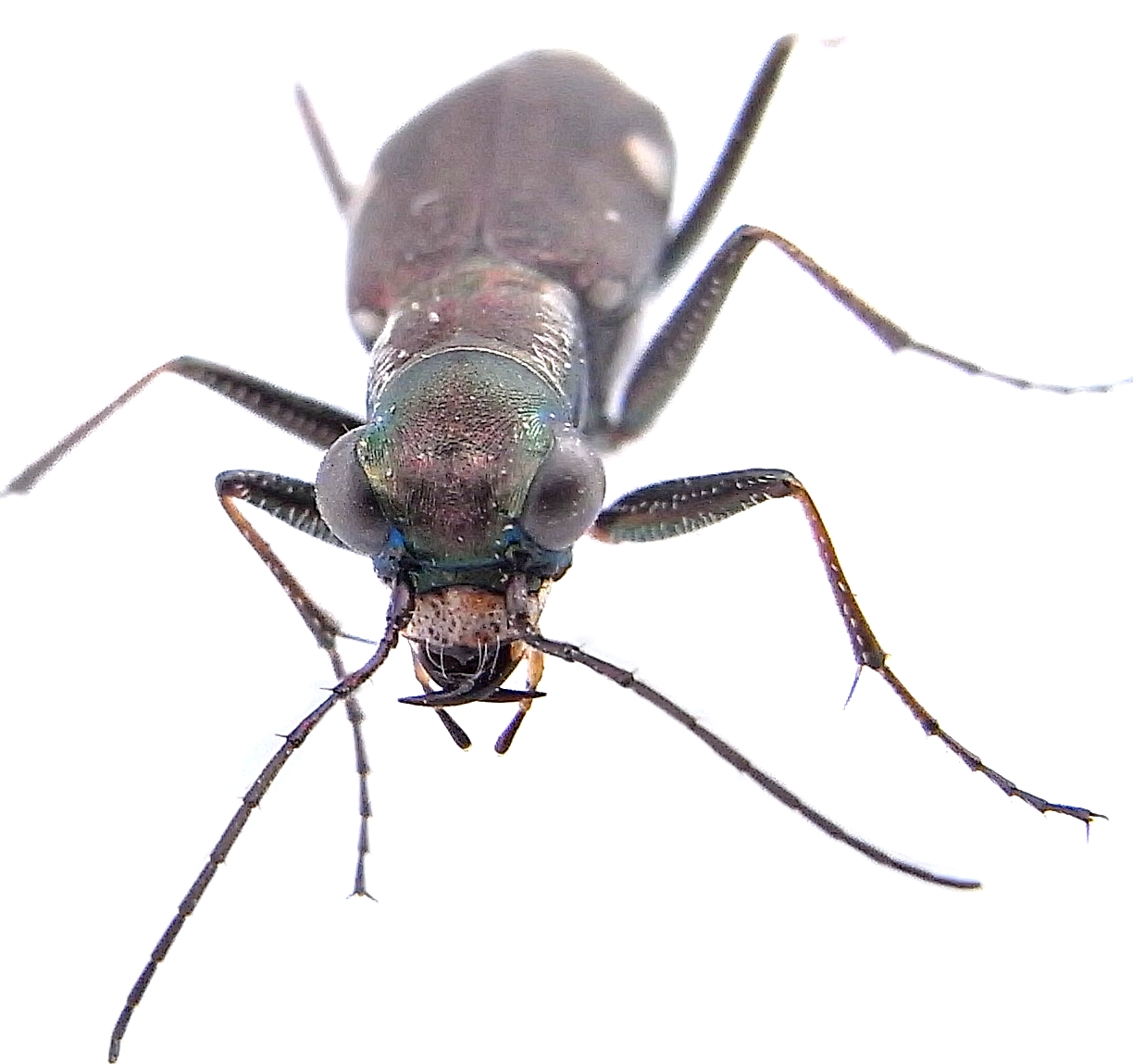
Kopf des Deutschen Sandlaufkäfers

Der Deutsche Sandlaufkäfer (Cylindera germanica) ist ein Laufkäfer aus der Unterfamilie der Sandlaufkäfer (Cicindelinae).

## Merkmale
Die Käfer werden 8 bis 11 Millimeter lang. Die Deckflügel sind grün, oliv oder kupfern mit kleinen weißen Flecken am Rand. Die flugfähigen Käfer treten von Mai bis September auf, bewegen sich im Gegensatz zu anderen Sandlaufkäfern aber vorwiegend laufend fort. Die Ablage der Eier erfolgt in kleine Bodenlöcher. Jede Larve gräbt sich eine eigene Wohnröhre, in der sie ihrer Beute, vor allem Ameisen, auflauert. Nach zwei Jahren verpuppen sich die Larven und verlassen im folgenden Frühjahr als Käfer ihr Versteck im Boden.

## Vorkommen, Gefährdung und Schutz
Die Art bewohnt mergelige oder lehmige Trockenrasen und Feldraine an offenen bzw. halboffenen Stellen. Die Tiere bevorzugen Lebensräume mit niedriger und lückiger Vegetation. Da derartige Habitate durch intensivierte Landnutzung nur noch sporadisch auftreten, ist der Käfer sehr selten geworden. Auch Pestizidbelastungen der letzten Jahrzehnte spielen beim Rückgang eine Rolle. Nach der aktuellen Roten Liste Deutschlands (2016) gilt die Art als „stark gefährdet“.
Sie ist überdies nach der Bundesartenschutzverordnung in Deutschland streng geschützt.

## Lebensweise
Der Käfer begnügt sich mit sehr kleinflächigen, offenen Bodenstellen. Durch den Ausnahmesommer im Jahr 2003 zeigte die Art an einigen Stellen deutliche Zunahmen an Individuenzahlen und auch an Nachweisorten, diese waren jedoch nicht von Dauer. Ein möglicher Grund für dieses Phänomen könnte die Tatsache sein, dass durch die extreme Hitze und Trockenheit Pflanzen abstarben und so ein lückiges Vegetationsbild entstand, das von der Art präferiert wird. Mittlerweile sind diese Lücken größtenteils wieder zugewachsen.

## Systematik

### Unterarten
- Cylindera germanica germanica (Linnaeus, 1758)[2]
- Cylindera germanica michaelensis (Vidal, 1916)[3]
- Cylindera germanica muelleri (Magistretti, 1966)[4]
- Cylindera germanica sobrina (Gory, 1833)[5]

### Synonyme
- Cilindella germanica Jakobson, 1924[6]
- Eumecus germanica Motschulsky, 1850[6]